# حزب الوطن (مصر)
حزب الوطن هو حزب سياسي إسلامي مصري أنشأه عماد الدين عبدالغفور بعد انقسام داخل حزب النور في 1 يناير 2013. تم تشكيله عندما استقال عماد عبد الغفور، الرئيس السابق لحزب النور، و150 من أعضاء الحزب الآخرين احتجاجًا على جزء من الخلاف بين عماد عبد الغفور وأتباع ياسر برهامي. أعلن الحزب أنه سيسمح للأقباط بالانضمام إلى الحزب وسيسمح للنساء في القوائم الانتخابية. في يونيو 2013 ، استقال 130 من أعضاء الحزب استجابة للخلافات داخل قيادة الحزب. يوصف الحزب بأنه ذو مرجعية سلفية وقد صرح رئيسه بأن الحزب يرغب في تكوين تحالف وطني في الانتخابات البرلمانية المقبلة. أعلن الحزب رفضه للانقلاب العسكري في 3 يوليو كما أعلن مقاطعة على استفتاء دستور لجنة الخمسين.

## دعوى ضد أحزاب إسلامية
حزب الوطن هو أحد الأحزاب الإسلامية الأحد عشر التي استهدفتها دعوى قضائية في نوفمبر 2014، عندما سعت منظمة تسمى الجبهة الشعبية لمناهضة الإخوان في مصر إلى حل جميع الأحزاب السياسية المؤسسة "على أساس ديني". ومع ذلك، قضت محكمة الأمور المستعجلة بالإسكندرية في 26 نوفمبر 2014 بأنها تفتقر إلى الاختصاص القضائي.